# جن‌گیر (فیلم)
جن‌گیر (به انگلیسی: The Exorcist) یک فیلم آمریکایی محصول سال ۱۹۷۳ در ژانر فراطبیعی ترسناک به کارگردانی ویلیام فریدکین است که بر اساس رمانی به همین نام از ویلیام پیتر بلتی ساخته‌شده است. جن‌گیر یکی از موفق‌ترین فیلم‌های ژانر وحشت به‌شمار می‌رود.
جن‌گیر در چهل و ششمین مراسم جایزهٔ اسکار، نامزد ۱۰ اسکار بود که نهایتاً موفق به کسب ۲ اسکار در رشته‌های «بهترین فیلم‌نامهٔ اقتباسی» و «بهترین صدا» شد.

## خلاصۀ داستان فیلم
ماجرا در جرج تاون در حومهٔ واشینگتن دی سی می‌گذرد. کریس مک‌نیل، بازیگر زن تلویزیون، نگران سلامت دخترش، رِیگِن، است که دچار تشنج شدید شده و در رختخواب به خود می‌پیچد. پزشکان از درمان دخترک ناتوان‌اند، تا آنجا که به کریس پیشنهاد می‌کنند از یک جن‌گیر کمک بگیرد. کریس به یک کشیش جوان به نام پدر کاراس مراجعه می‌کند و از او درخواست می‌کند تا به ریگن کمک کند. پس از تحقیقاتی که پدر کاراس بر روی ریگن انجام می‌دهد و مطمئن می‌شود که شیطان بدن او را تسخیر کرده، به کلیسا مراجعه کرده و درخواست می‌کند تا خودش مراسم جن‌گیری را انجام دهد. اما کلیسا شخصی باتجربه‌تر به نام پدر مِرین را پیشنهاد می‌کند. مِرین کشیشی پیر است و موجودی را که بدن ریگن به تسخیر او درآمده است می‌شناسد. پدر مِرین به خانهٔ کریس مک‌نیل می‌رود و به‌همراه پدر کاراس جن‌گیری را شروع می‌کنند.

## مشروح داستان
در شمال عراق، کشیش لنکستر مرین در یک کاوش باستان‌شناسی در ویرانه‌های باستانی هترا شرکت دارد. او در حین حفاری، یک طلسم سنگی با تصویر موجودی بال‌دار پیدا می‌کند که واکنشی نگران روی چهره‌اش ظاهر می‌شود. سپس رؤیایی می‌بیند که در آن نسخه‌ای عظیم‌الجثه از همان موجود در نزدیکی‌اش ظاهر می‌شود و بدون سخن، با او روبه‌رو می‌گردد.
در جورج‌تاون  بازیگری به نام کریس مک‌نیل در فیلمی به کارگردانی دوستش برک دنینگز نقش‌آفرینی می‌کند. کریس همراه دختر ۱۲ ساله‌اش، رگان مک‌نیل، خانه‌ای مجلل را اجاره کرده‌اند و افرادی را نیز برای کمک در خانه استخدام کرده‌اند. در همین زمان، کشیش دامین کاراس، که روان‌پزشک و مشاور کشیش‌های دانشگاه جرج‌تاون است، به دیدار مادر بیمار خود در نیویورک می‌رود. او بعداً به همکارش اعتراف می‌کند که دچار بحران ایمان شده است.
کریس مهمانی‌ای ترتیب می‌دهد که در آن دوست کاراس، کشیش دایر، توضیح می‌دهد که کاراس مشاور است و به‌تازگی مادرش را از دست داده. رگان که حالش خوب نیست ناگهان ظاهر می‌شود و روی زمین ادرار می‌کند؛ کریس او را آرام می‌کند. پس از بازگرداندن رگان به تخت، تخت ناگهان به‌طرزی خشونت‌آمیز شروع به لرزیدن می‌کند. مدتی بعد، دایر تلاش می‌کند کاراس را که بابت مرگ مادرش احساس گناه دارد، تسلی دهد.
رفتارهای رگان به‌تدریج خشن و غیرقابل‌کنترل می‌شود. آزمایش‌های پزشکی دلیل جسمانی‌ای پیدا نمی‌کنند. در یکی از مراجعه‌های پزشکی، رگان نیرویی غیرعادی از خود نشان می‌دهد. یک شب، کریس خانه را خالی می‌یابد و فقط رگان در خواب است؛ سپس دنینگز در پایین پله‌های جن‌گیر، که درست زیر پنجرهٔ اتاق رگان قرار دارد، مرده پیدا می‌شود. کارآگاه ویلیام کیندرمن از کاراس بازجویی می‌کند و می‌گوید که سر دنینگز به عقب چرخیده بوده. بدن رگان با زخم‌هایی پوشیده می‌شود. کیندرمن به کریس می‌گوید تنها توضیح منطقی برای مرگ دنینگز این است که از پنجرهٔ اتاق رگان به بیرون پرت شده. پس از رفتن کیندرمن، رگان دچار حمله‌ای شدید می‌شود؛ او با یک صلیب خودارضایی می‌کند، سرش را می‌چرخاند و با صدای دنینگز سخن می‌گوید. او در اتاق خود محبوس می‌شود. کریس اکنون یقین دارد که دخترش تسخیر شده و به سراغ کاراس می‌رود. کاراس از رگان دیدن می‌کند. رگان تسخیرشده ادعا می‌کند که شیطان است و در حالی‌که به زبان‌های بیگانه سخن می‌گوید، روی صورت کاراس بالا می‌آورد. موجود می‌گوید تا زمان مرگ رگان در بدن او باقی می‌ماند. آن شب، دستیار کریس با کاراس تماس می‌گیرد؛ کاراس نتیجه می‌گیرد که باید جن‌گیری انجام شود. رئیس او با این شرط که کشیشی باتجربه مسئول مراسم باشد، اجازه می‌دهد. کشیش مرین که پیش‌تر تجربهٔ جن‌گیری داشته، احضار می‌شود.
مرین به خانه می‌رسد. دو کشیش با خواندن آیین‌نامه کاتولیک رومی، سعی در اخراج شیطان دارند، ولی موجود به آن‌ها دشنام می‌دهد. در حین استراحت، مرین که می‌لرزد، نیتروگلیسرین مصرف می‌کند. کاراس به اتاق بازمی‌گردد، جایی که شیطان به شکل مادرش ظاهر می‌شود و ذهن او را آشفته می‌کند. مرین از کاراس می‌خواهد از اتاق بیرون برود و خودش به‌تنهایی ادامه می‌دهد. کاراس به کریس اطمینان می‌دهد که رگان نمی‌میرد و دوباره وارد اتاق می‌شود. اما می‌بیند که مرین بر اثر حملهٔ قلبی مرده و رگان در حال تماشای آن است و می‌خندد. کاراس در خشم، رگان تسخیرشده را کتک می‌زند و فریاد می‌زند که شیطان وارد بدن او شود. شیطان مدال سن ژوزف را از گردن کاراس پاره می‌کند و او را تسخیر می‌کند، در نتیجه رگان آزاد می‌شود. کاراس خود را از پنجره به بیرون پرت می‌کند و از پله‌های سنگی پایین سقوط می‌کند. کریس و کیندرمن وارد اتاق می‌شوند. کریس، رگان شفایافته را در آغوش می‌کشد و کیندرمن صحنه را بررسی می‌کند. در بیرون، دایر مراسم آخرین آیین‌های مذهبی را برای کاراس نیمه‌جان انجام می‌دهد.
خانوادهٔ مک‌نیل آمادهٔ ترک خانه می‌شوند و کشیش دایر با آن‌ها خداحافظی می‌کند. رگان، که چیزی از ماجرا به یاد نمی‌آورد، با دیدن یقهٔ روحانی دایر تحت‌تأثیر قرار می‌گیرد و او را می‌بوسد. کریس هنگام رفتن، مدالی را که در اتاق رگان پیدا شده بود به دایر می‌دهد. دایر لحظه‌ای به پله‌هایی که کاراس در آن‌ها جان باخت نگاه می‌اندازد و سپس دور می‌شود.

## بازیگران
- الن برستین در نقش کریس مک‌نیل
- ماکس فون سیدو در نقش لنکستر مرین
- جیسون میلر در نقش دامین کاراس
- لیندا بلر در نقش رگان مک‌نیل
- آیلین دیتز
- لی جی. کاب
- مرسدس مک‌کمبریج (صداپیشه)
- کیتی وین در نقش شارون اسپنسر
- جک مک‌گوران در نقش بورکه دنینگز
- ویلیام اومالی در نقش پدر جوزف دایر
- پیتر مسترسن در نقش دکتر باررینگز
- رودولف شاندلر در نقش کارل
- جینا پتروشکا در نقش ویلّی
- واسیلیکی مالیاروس در نقش مادر دامین کاراس
- رابرت سیموندز در نقش دکتر تَنِی
- بارتون هیمن در نقش دکتر شایمون کلِین
- آرتور استوچ در نقش روان‌شناس
- تیتوس واندیس در نقش عمو/دایی کارراس